# Aleksej Innokent'evič Antonov
Aleksej Innokent'evič Antonov (in russo Алексей Иннокентьевич Антонов?; Hrodna, 9 settembre 1896 – Mosca, 16 giugno 1962) è stato un generale sovietico, insignito dell'Ordine della Vittoria per il suo impegno nella seconda guerra mondiale.

## Carriera
Figlio di un ufficiale di artiglieria zarista, Antonov studiò inizialmente alla scuola militare di Pavlovsk, che però chiuse dopo la rivoluzione d'ottobre (1917), si laureò quindi all'Accademia Militare Michail Frunze di Mosca nel 1921 aderendo in seguito all'Armata Rossa durante la guerra civile russa. Nel 1938 diventò un istruttore sempre presso l'Accademia Militare Frunze.
Di discendenza Tartara, figlio e nipote di ufficiali d'artiglieria, ebbe un'accurata educazione non solo in lingua russa, ma anche in polacco, tedesco e inglese e francese di base, mostrando inclinazioni militari fino alla morte del padre nel (1908) e della madre nel (1915), quando fu costretto a mantenere la sua famiglia. Nonostante ciò, egli cominciò i suoi studi in fisica e matematica a San Pietroburgo.
Con l'inizio della prima guerra mondiale fu costretto a lasciare i suoi studi, venne inviato alla accademia militare nel 1916 si laureò presso l'Accademia Militare di Pavlovsk con il grado di sottotenente, per essere assegnato nella primavera del 1917 alla 8ª Armata russa sul fronte sud-ovest, sotto il comando del generale Aleksej Alekseevič Brusilov. Antonov partecipò all'offensiva di Brusilov che dopo l'iniziale successo si concluse in un fallimento, venendo egli stesso ferito.

## Guerra civile russa
Smobilitato nel 1918, lavorò come impiegato presso l'Istituto forestale di Pietrogrado, fino all'aprile del 1919, quando venne chiamato dall'Armata Rossa, partecipando alla guerra civile russa sul fronte sud con il posto di Assistente del Capo di Stato Maggiore della 1ª Divisione di Mosca, dopo essere stato nominato Capo di Stato Maggiore della 45ª brigata della 15ª divisione, che partecipò alla campagna contro Pëtr Nikolaevič Vrangel' in Crimea. La sua brigata, dopo la guerra, stabilì la propria base a Mykolaïv (in Ucraina).

## Anni venti
Nel 1923, il generale di divisione I.I. Antonov Radumec qualifico Antonov come segue: [1]
Nel 1925 il Comandante e capo del Distretto Militare Ucraino, Iona Jakir, scrive di Antonov. [2]

## Anni trenta
Antonov rimase nella 45ª Brigata, dove i comandanti ed i loro subalterni avevano una grande considerazione per lui, nel 1928 venne inviato alla Accademia Militare di Frunze, laureandosi nel 1931, nel corso per i servizi di interprete militare in lingua francese. Nel 1932 ritornò alla stessa scuola dove in pochi mesi si laureò in Stato maggiore con lode, venendo nominato capo di stato maggiore della 46ª Divisione di Fanteria, con sede a Korosten'.
Tra l'ottobre 1932 e maggio 1933 ha frequentato la facoltà di "Operazioni militari" all'Accademia Militare di Frunze dove ottenne l'abilitazione per le più alte posizioni di Stato maggiore. Nel 1934-1935 fu Capo di stato maggiore della divisione di Mogilëv-Jampol nel Distretto Militare Ucraino, che in fase di ristrutturazione fu suddiviso in due parti. Antonov fu il capo di Stato maggiore tra il 1935 e il 1936 del distretto Militare di Charkiv, nato dalla ristrutturazione.

### Distretto Militare di Kiev, 1935
Antonov fu coinvolto nella progettazione e, svolgendo un ruolo chiave, nella realizzazione nel 1935 di grandi manovre militari dell'Armata Rossa, che ebbero luogo nel Distretto Militare di Kiev, che coinvolsero 65.000 uomini, 1.000 carri armati e 600 aerei, su un fronte di 250 km. Le manovre furono considerate un successo da Klyment Vorošylov.

### Accademia di stato maggiore
Tra il 1936 e 1937 frequentò l'Accademia di stato maggiore generale con Leonid Aleksandrovič Govorov e Leonid Sacharov. Antonov strinse amicizia con Aleksandr Michajlovič Vasilevskij, che frequentò il suo stesso corso, e che più tardi sarebbe diventato il capo di Stato Maggiore dell'Armata Rossa, il quale sarebbe stato fondamentale per la sua successiva carriera. Mentre il corso era originariamente programmato per durare 18 mesi, per i migliori studenti venne ridotto per riempire i posti resi liberi dalle purghe di Stalin. Antonov fu destinato come capo di stato maggiore del distretto militare di Mosca.
Tra il 1938 e il 1941 fu istruttore speciale e vicedirettore generale del dipartimento della tattica militare della Accademia Militare di Frunze, fornendo compiti tattici e di pianificazione, nonché di formazione per gli ufficiali.
Prima dello scoppio della seconda guerra mondiale, dal 16 marzo al  24 giugno 1941 fu il vicecapo di stato maggiore del Distretto Militare speciale di Kiev.

## Seconda guerra mondiale
Con lo scoppio della guerra, il 24 giugno 1941 divenne Capo di stato maggiore del Distretto Militare di Kiev, guidando lo staff per il controllo del Fronte Sud, lavorando a stretto contatto con il colonnello Ovanes Bagramjan, più tardi maresciallo dell'Unione Sovietica.
Antonov fu il capo di stato maggiore del Fronte del Sud dal 27 agosto 1941 fino al 28 luglio 1942. Pianificando il contrattacco delle truppe sovietiche nell'offensiva di Rostov (Operazione Saturno). Intuendo il piano strategico tedesco, per garantire l'ala sinistra del fronte, creando le condizioni per il contrattacco delle truppe sovietiche nella zona di Mosca. Tra luglio e il dicembre 1942 servì come capo di stato maggiore del fronte del Caucaso settentrionale, nello stato maggiore del gruppo di forze nella regione del Mar Nero e successivamente in quello dello stato maggiore delle forze del fronte transcaucasico.
Tra il dicembre 1942 e il maggio 1943, fu nominato Capo della Direzione delle Operazioni per l'amministrazione generale del Personale e vice di Aleksandr Michajlovič Vasilevskij, che era il capo di stato maggiore dell'Armata Rossa. Il loro compito era quello di informare i funzionari di collegamento e di informare Stalin della situazione militare. Dal 20 maggio 1943 fino al 4 febbraio 1945, fu il primo deputato di stato maggiore generale dell'Armata Rossa, con a capo Sergej Štemenko. Antonov preso parte direttamente alla pianificazione strategica delle operazioni fino alla fine della Seconda guerra mondiale.

## Campagne e Operazioni
Operazione difensiva di Rostov (gennaio-febbraio 1943), Operazione Bagration (Bielorussia - Polonia) (giugno-agosto 1944), Operazione dei Carpazi orientali, Operazione del Baltico (1944) Operazione-Ostrovskaya Pskov, Operazione Narva (luglio 1944) Operazione Lvov-Sandomierz (luglio-agosto 1944), Operazione Iaşi-Kišinev (agosto 1944), Operazione Žlobinskaja-Rogačev, Operazione di Crimea (aprile-maggio 1944), Operazione di Kirovograd (gennaio 1944), Operazione di Korsun Ševčenko, (gennaio-febbraio 1944), Operazione Rovno-Lustk (gennaio febbraio 1944), Operazione Nikopol, Krivoj Rog (gennaio-febbraio 1944), l'Operazione Proskurov-Černivci (marzo-aprile 1944), Uman'-Botoşani Operativo (marzo-aprile 1944), Operazione Berezneg-Snigerev (marzo 1944), Operazione Odessa (marzo-aprile 1944), Operazione Belgrado (settembre-novembre 1944), Operazione Debrecen (ottobre 1944), Operazione Carpazi orientali (settembre-ottobre 1944), Operazione Vistola-Oder (gennaio-febbraio 1945), Operazione Prussia orientale (gennaio-maggio 1945), Operazione Pomerania Orientale (febbraio-aprile 1945), Operazione Vienna (marzo-aprile 1945), Operazione Berlino (aprile 1945) e Operazione Praga (maggio 1945).

### Campagne in primo piano
Degno di nota è la pianificazione nelle campagne della Prussia orientale, Vistola-Oder, Pomerania orientale, Vienna, Berlino e Praga, dove Antonov ebbe un ruolo rilevante, come esempio di soluzioni creative ai complessi problemi strategici e alla rapida successione di colpi al nemico. Ebbe un ruolo fondamentale nella pianificazione del contrattacco sovietico dopo la fallita Operazione Cittadella o la battaglia di Kursk, che gli valse la promozione a generale dell'Armata Rossa nel 1943. Nel 1944 ideò il progetto per l'Operazione Bagration, che contemplò il crollo del gruppo Armate centro tedesche, in coordinamento con l'invasione della Normandia (Operazione Overlord).

### Conferenza di Jalta e Potsdam
Nel 1944 Antonov fu il portavoce capo e presenziò alla Conferenza di Jalta nel febbraio 1945, in cui si occupò in primo luogo della questione della collaborazione per i bombardamenti alleati alle linee di approvvigionamento tedesche per il fronte orientale.
Partecipò alla Conferenza di Potsdam nel luglio-agosto del 1945 come parte della delegazione sovietica.

### Ultime operazioni
Vasilevskij fu trasferito al Terzo Fronte bielorusso per la morte di Ivan Černjakovskij nel 18 febbraio, Antonov assunse il posto di capo di Stato Maggiore generale, rimanendo in carica dopo la resa della Germania, mentre è stato progettato per Vasilevskij fu destinato alla direzione di controllo dell'Operazione Torre d'agosto in Estremo Oriente, anche s'attribuì a Antonov l'appoggio del suo Stato maggiore per la sconfitta del Guandong dell'esercito giapponese, assicurandosi la vittoria in un'operazione strategica in breve tempo.

## Carriera militare nel dopoguerra
La prima difficoltà di pianificazione che si presentò ad Antonov, fu quella di organizzare la smobilitazione di oltre 5 milioni di uomini e la loro reintegrazione nell'economia sovietica.
Nel settembre 1946 fu sciolto il Comitato di Stato per la Difesa e il Quartier Generale (Stavka), fu sostituito dall'Alto Consiglio militare, nominando Antonov come vicecomandante. Al ritorno di Vasilevskij nella sua posizione di capo di stato maggiore, ad Antonov venne affidato la guida del dipartimento dell'organizzazione e della mobilitazione.
Quando la prima parte della smobilitazione fu completata nel 1948, Antonov venne nominato vicecomandante in capo e comandante in capo del distretto militare della Transcaucasia.
Come molti altri generali sovietici, fu messo da parte, non intervenendo nella lotta per il potere in seguito alla morte di Stalin. Con l'ascesa di Nikita Chruščëv, tornò a essere nominato vice di Vasilevskij nel 1954, essendo il primo passo necessario per essere nominato Capo di Stato Maggiore del Patto di Varsavia l'anno successivo, nel 1955, ricoprendo tale posizione fino alla sua morte nel 1962, affrontando in questa posizione numerose difficoltà, non solo militari, ma politiche.

## Ultimi anni
Dal 1945 gli venne diagnosticata una malattia cardiaca, continuando comunque la propria attività, ma necessitando di frequenti cure mediche. Dopo la morte di sua moglie, Marija Dmitrevna, nel 1956 si accasò in seconde nozze con Ol'ga Lepeščinskij. Antonov morì sei anni più tardi a causa di un attacco di cuore nel suo ufficio il 18 giugno 1962.
È sepolto nella necropoli delle mura del Cremlino a Mosca.

## Onorificenze

### Onorificenze straniere
- 14 Onorificenze straniere, includendo la “Medaglia al Valor Militare” (Polonia), così come la “Virtuti Militari” e Croce di Commendatore della Legione d'onore (Francia)

## Carriera militare
- Colonnello (02.12.1935).
- Kombrig (16.07.1937).
- Maggior generale (04.06.1940).
- Tenente generale (27.12. 1941).
- Colonnello generale (04.04.1943).
- Generale d'armata (27.08.1943) - (per la battaglia di Kursk).